# Liste des cardinaux créés par Benoît X
Au cours de son pontificat de 1058 à 1059, l'antipape Benoît X  a créé un pseudo-cardinal.

## 1058
- Rainiero, abbé du monastère de  Ss. Cosma e Damiano, Rome.

## Source
- Mirandas sur fiu.edu